# 漫画の手帖
『漫画の手帖』（まんがのてちょう）は、漫画に関するミニコミ誌。漫画の手帖事務局発行。
編集長は佐野邦彦。

## 沿革
1980年、第0号発行。不定期ながら、2010年現在に至るまで発行を続けている。2014年末の時点で、通常刊は67号まで発行。他に別冊号などがある。判型はB6判 - A5判。
内容は、プロ漫画家・同人漫画家の短編作品、コラム、漫画評論、漫画界・同人界の情報など。
1990年から増刊として音楽雑誌『Vanda』が刊行された。
2014年には1980年代に同誌に連載されて、1986年に別冊として刊行された『ぬいぐるみ殺人事件』が復刊された。

## 執筆者
（順不同）
- 新井素子
- かがみあきら
- とり・みき
- 水縞とおる
- 吾妻ひでお
- たかはしちこ

他多数。